# John Kunkel Small
John Kunkel Small (31 januari 1869 – 20 januari 1938) was een Amerikaanse botanicus.
Hij was de zoon van George H. Small en Catherine K. Small. In 1892 behaalde hij zijn B.A. aan Franklin & Marshall College. In 1895 behaalde hij een PhD. aan de Columbia-universiteit. Hij was getrouwd met Elizabeth Wheeler met wie hij drie kinderen kreeg.
Van 1895 tot 1899 was hij botanisch conservator aan de Columbia-universiteit. Van 1898 tot 1906 was hij botanisch conservator bij de New York Botanical Garden. Van 1906 tot 1932 was hij hier hoofdconservator.

## Selectie van publicaties
- A Monograph of the North American Species of the Genus Polygonum (1895)
- Flora of the Southeastern States (1902, heruitgave in 1913)
- Flora of Miami (1913)
- Flora of Lancaster County (1913)
- Florida Trees (1913)
- Flora of the Florida Keys (1913)
- Shrubs of Florida (1913)
- Ferns of Tropical Florida (1918)
- Ferns of Royal Palm Hammock (1918)
- From Eden to Sahara, Florida’s Tragedy (1929)
- Manual of Southeastern Flora (1932)
- Ferns of Vicinity of New York (1935)

- Bibsys: 1099098
- Bibliothèque nationale de France: cb15110804t (data)
- Author citation (botany): Small
- CiNii: DA11658236
- Gemeinsame Normdatei: 1089110642
- International Standard Name Identifier: 0000 0001 0861 8743
- Library of Congress Control Number: n86121331
- Nationale Bibliotheek van Tsjechië: js2018976843
- Nederlandse Thesaurus van Auteursnamen: 235234796
- PIC: 290027
- Réseau des bibliothèques de Suisse occidentale: 02-A003838188
- SNAC: w6j96wqb
- Système universitaire de documentation: 166892505
- Semantic Scholar: 40688779
- Museum of New Zealand Te Papa Tongarewa: 50860
- Virtual International Authority File: 307436
- WorldCat: E39PBJdCqDP4bJ7WJf8BYtbfMP